# مدخل منعطف

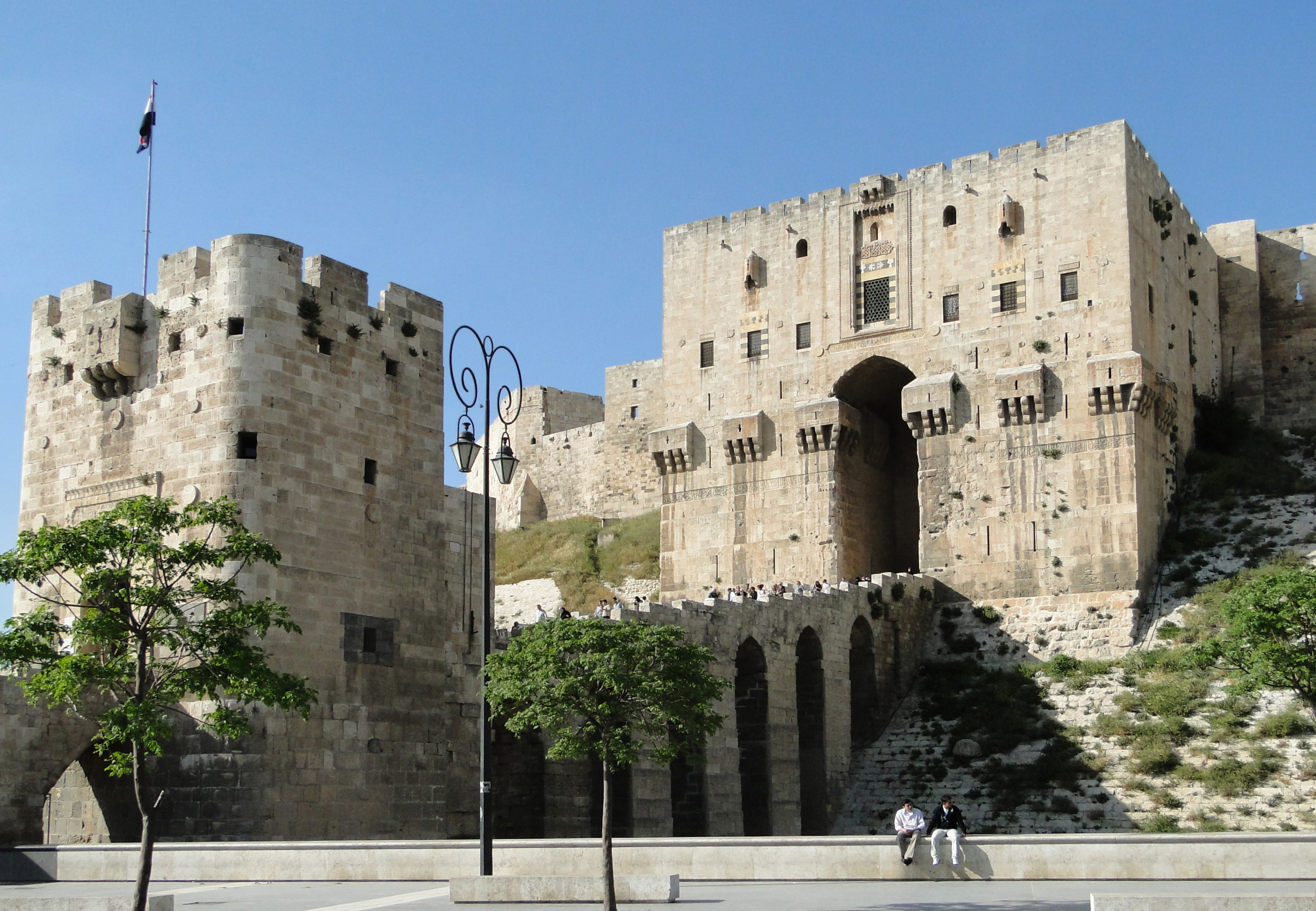
مدخل منعطف في قلعة حلب

مدخل منعطف أو مدخل ذو ثنيات، أو مدخلٌ غير مباشر أو منحنٍ، هو سمة دفاعية كانت متبعّة بتحصينات بعض القلاع. ففي القلعة ذات المدخل المنحن، يكون ممر البوابة ضيقًا ويتحول بزاوية حادة. الهدف من ذلك هو إبطاء المهاجمين الذين يحاولون الاندفاع نحو البوابة وعرقلة استخدام المدق ضد الأبواب. وغالبًا ما يتم دمجه مع وسائل للدفاع النشط، مثل المخرجات الشرفية او ما يُعرف بالروشن، مما يقيد المتسللين في منطقة قتالية ضيقة. وظيفته الدفاعية ترتبط بتلك التي تتوفر في المرقب أمام البوابة.
المداخل المنعطفة هي سمة مميزة في التحصينات العربية والأرمنية، بالإضافة إلى القلاع الصليبية. القلعة في حلب هي مثال جيد على الأولى، حيث تحيط برج بوابة ضخم ممر معقد. أما أكثر المداخل المنحنية تعقيدًا بين القلاع الصليبية، فيكون في Crac des Chevaliers، حيث يمكن الدفاع عنه من خلال عدة أبراج ومن خلال المخرجات الشرفية، ولكن المدخل غير المباشر إلى القلعة الهوسبيتاليرية في بيت جبرين أيضًا معقد. بالإضافة إلى البوابة الرئيسية، يمكن أن تحتوي البوابات الجانبية أيضًا على مدخل منحنٍ، عادةً على نطاق أصغر. على سبيل المثال، في قلعة كوكب الهوا الإسبتارية، تفتح البوابات الجانبية إلى الخندق في الزاوية بين الجدار الخارجي وأبراج الزوايا.
المداخل المنحنية ذات التعقيد الشديد مثلما هو الحال في قلعة الحصن أقل شيوعًا في القلاع الأوروبية، حيث يميل ممر الدخول حتى في بوابات الحفظ المدافعة بقوة إلى أن يكون مستقيمًا. انظر على سبيل المثال إلى ممر البوابة الطويل في قلعة هارليتش، التي تستخدم أبوابًا متعددة وفتحات قتل، ولكن دون منعطفات. وقد اقترح كاثكارت كينغ أن المدخل غير المباشر كان أقل انتشارًا في أوروبا منه في دول الحملات الصليبية لأن وسائل النقل في أوروبا كانت تعتمد على العربات التي يجرها حيوانات الجر، مما يجعل الإعتماد على ممرات منحنية أمرًا غير عملي، بينما التنقل المعتمد على الجمال، كما هو الحال في المناطق الشرقية، سيكون خيارا منطقيًا..